# Карл-Адольф Шлітт
Карл-Адольф Шлітт (нім. Karl-Adolf Schlitt; 16 квітня 1918, Лабе — 7 квітня 2009, Ольденбург-ін-Гольштейн) — німецький офіцер-підводник, політик і видавець, капітан-лейтенант крігсмаріне.

## Біографія
3 квітня 1937 року вступив на флот. 2 жовтня 1939 року відряджений в морську авіацію. З 2 жовтня 1939 по 31 березня 1940 року пройшов курс авіаційного спостерігача. З 28 грудня 1940 по 24 березня 1941 року служив в 1-й ескадрильї 196-ї групи бортової авіації на лінкорах «Шарнгорст» і «Тірпіц». Був поранений внаслідок аварії через погану погоду. З лютого по 10 листопада 1942 року — бортовий льотчик на важкому крейсері «Адмірал Шеер». 1 липня 1943 року переданий в розпорядження допоміжної групи морської авіації.
З 30 серпня 1943 по 27 лютого 1944 року пройшов курс підводника, з 28 лютого по 3 липня — курс командира підводного човна. З липня 1944 року — командир U-1206. 2 квітня 1945 року вийшов у свій перший похід. 14 квітня U-1206 затонув внаслідок інциденту при зануренні. 4 члени екіпажу загинули, 46 (включаючи Шлітта) були врятовані британськими військами і взяті в полон. Під час перебування в таборі разом з іншими полоненими підтвердив, що головнокомандувач крігсмаріне Карл Деніц не віддавав жодних наказів про вбивство вцілілих членів екіпажів затонулих кораблів союзників. 29 лютого 1948 року звільнений.

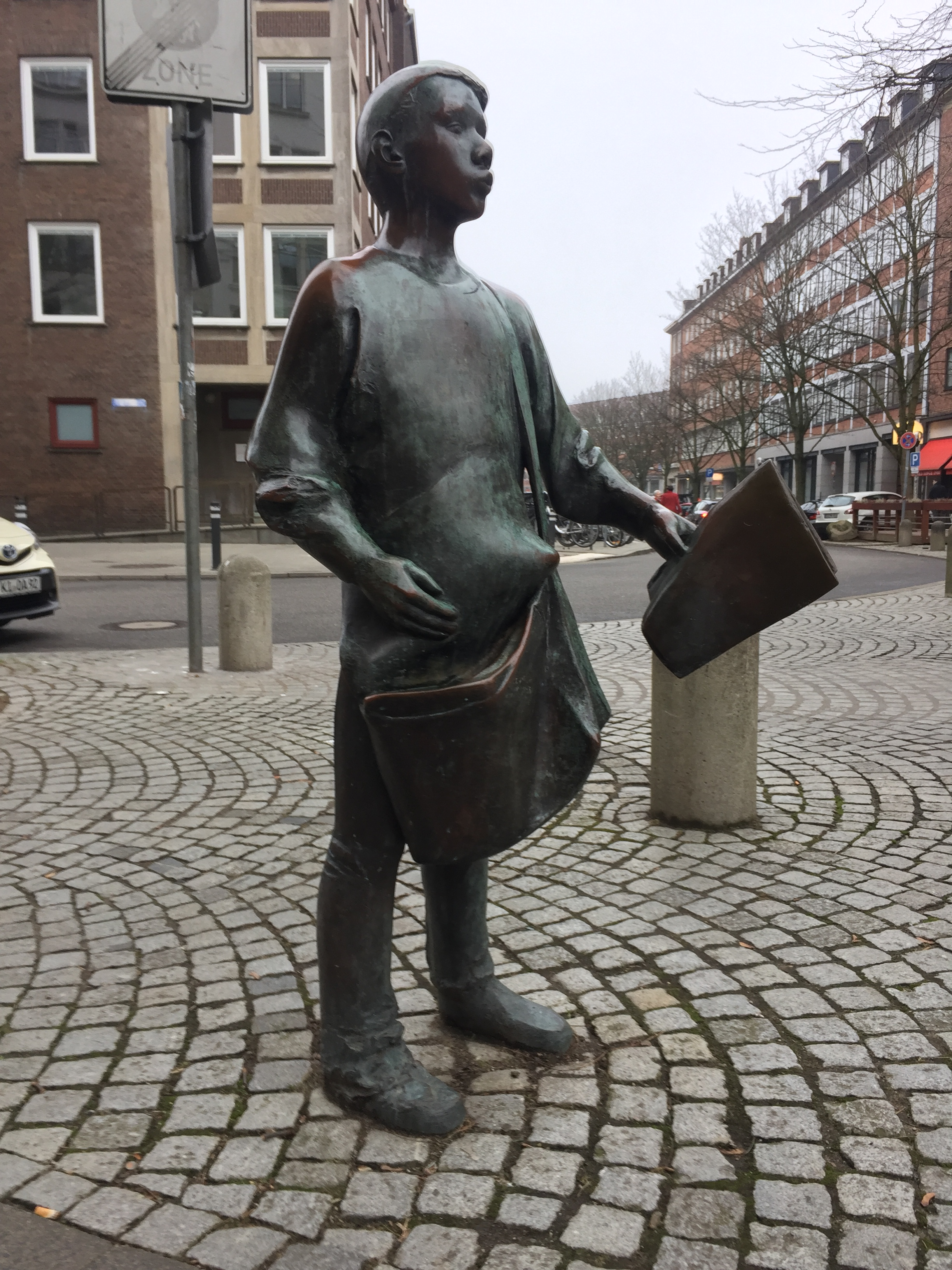
Статуя хлопчика-листоноші в Кілі.

Шлітт вивчав право в Кільському університеті і в 1950-х роках склав другий державний іспит. У 1954 році він вступив на роботу в адміністрацію округу Ольденбург як оцінювач, а наступного року став консультантом з питань безпеки польотів та захисту від стихійних лих у Міністерстві внутрішніх справ, де в наступні роки очолював різні департаменти. Шлітт брав участь у місцевій політиці у Шлезвіг-Гольштейні та 1 вересня 1964 року був обраний ландратом округу Ольденбург-ін-Гольштейн. Протягом п'яти з половиною років його перебування на посаді його основними завданнями були зміцнення туризму, гребель, захист узбережжя та ландшафту, а також підготовка територіальної реформи, в результаті якої, серед іншого, округи Ольденбург-ін-Гольштейн та Ойтін були об'єднані у новий округ Остгольштейн. 25 квітня 1970 року це злиття було завершено і Шлітт залишив посаду. Пізніше став директором видавництва Kieler Nachrichten. Вийшовши на пенсію в 1982 році, він доручив художниці зі Шварценбека Фрауке Веберг створити бронзову статую хлопчика-листоноші, яка відтоді стоїть перед видавництвом на Асмус-Бремер-Плац у Кілі.

## Звання
- Кандидат в офіцери (3 квітня 1937)
- Морський кадет (21 вересня 1937)
- Фенріх-цур-зее (1 квітня 1938)
- Оберфенріх-цур-зее (1 липня 1939)
- Лейтенант-цур-зее (1 серпня 1939)
- Оберлейтенант-цур-зее (1 вересня 1941)
- Капітан-лейтенант (1 березня 1944)

## Нагороди
- Нагрудний знак спостерігача (1940)
- Залізний хрест
  - 2-го класу (1940)
  - 1-го класу (1942)
- Нагрудний знак «За поранення» в чорному (квітень 1941)
- Нагрудний знак флоту (15 липня 1941)